# Lamon
Lamon là một đô thị ở tỉnh Belluno trong vùng Veneto, có vị trí cách khoảng 80 km về phía tây bắc của Venice và khoảng 35 km về phía tây của Belluno. Tại thời điểm ngày 31 tháng 12 năm 2004, đô thị này có dân số 3.322 và diện tích 54,3 km².
Đô thị Lamon có các frazioni (các đơn vị trực thuộc, chủ yếu là thôn làng) Arina, Bellotti, Cess, Chioè, Oltra, Piei, Pian del vescovo, Rugna, Ronche, San Donato, Sala, và Zavena.
Lamon giáp các đô thị: Arsiè, Canal San Bovo, Castello Tesino, Cinte Tesino, Fonzaso, Sovramonte.